# Akito Tachibana
Akito Tachibana (橘 章斗 Tachibana Akito?), född 13 oktober 1988 i Hyōgo prefektur, är en japansk före detta fotbollsspelare.
Tachibana började sin karriär 2011 i Shimizu S-Pulse. 2012 blev han utlånad till Matsumoto Yamaga FC. Han gick tillbaka till Shimizu S-Pulse 2013. Han avslutade karriären 2013.